# Lights Out (UFO)
Lights Out è il sesto album studio del gruppo musicale britannico UFO, pubblicato il 7 maggio 1977 dalla Chrysalis Records.

## Tracce
1. Too Hot to Handle (Mogg/Way) – 3:37
2. Just Another Suicide (Mogg) – 4:58
3. Try Me (Mogg/Schenker) – 4:49
4. Lights Out (Mogg/Parker/Schenker/Way) – 4:33
5. Gettin' Ready (Mogg/Schenker) – 3:46
6. Alone Again Or (MacLean) – 3:00
7. Electric Phase (Mogg/Schenker/Way) – 4:20
8. Love to Love (Mogg/Schenker) – 7:38

## Formazione
- Phil Mogg - voce
- Michael Schenker - chitarra solista
- Paul Raymond - tastiere, chitarra ritmica
- Pete Way - basso
- Andy Parker - batteria